# Хасурта
Хасурта (рос. Хасурта) — село Хоринського району, Бурятії Росії. Входить до складу Сільського поселення Хасуртайське.
Населення — 553 особи (2015 рік).
Засноване 1804 року.